# Cucina balinese

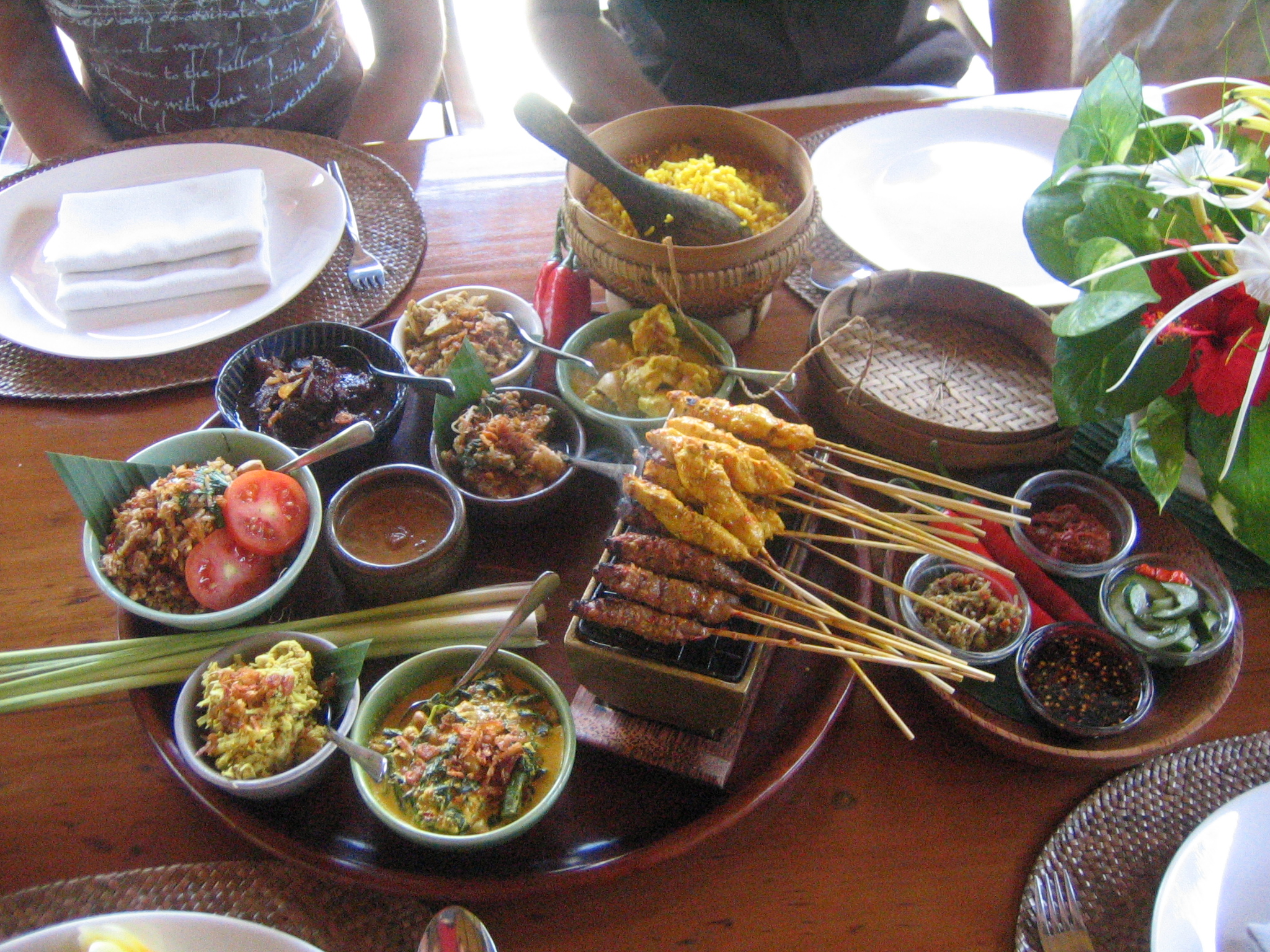
Esempi di piatti balinesi come il sate lilit, nasi kuning, lawar e and lala manis

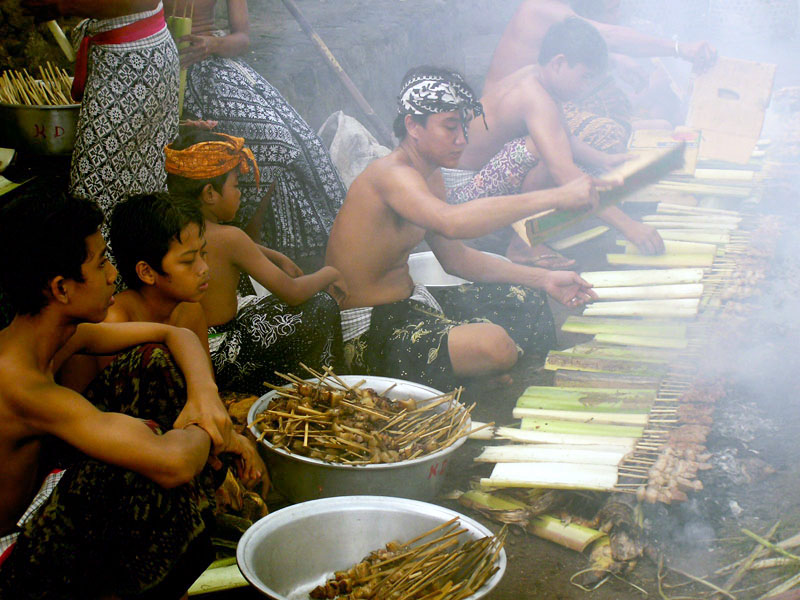
Balinesi preparano sate di maiale in una cerimonia

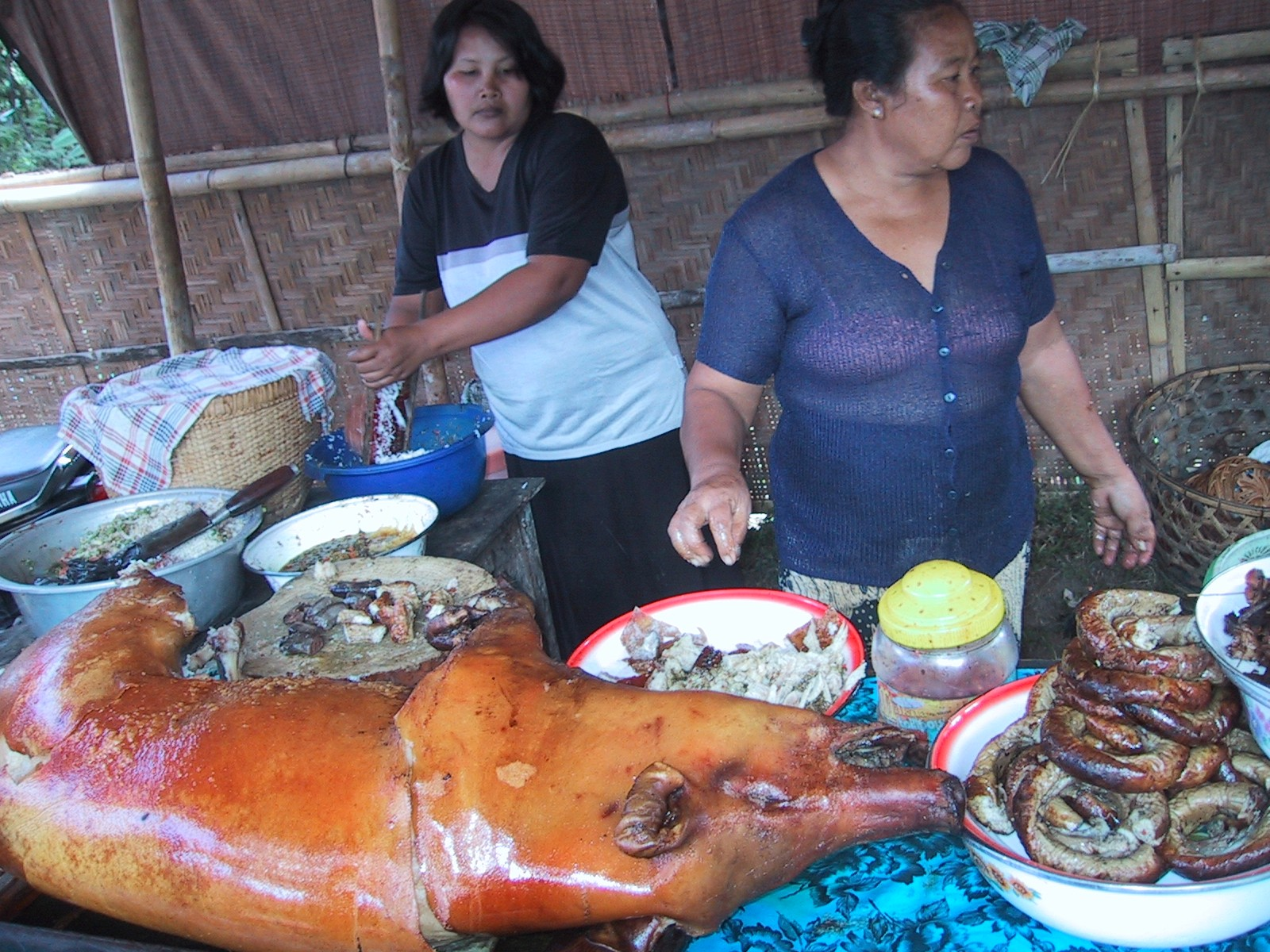
Il Babi guling, maialino arrosto

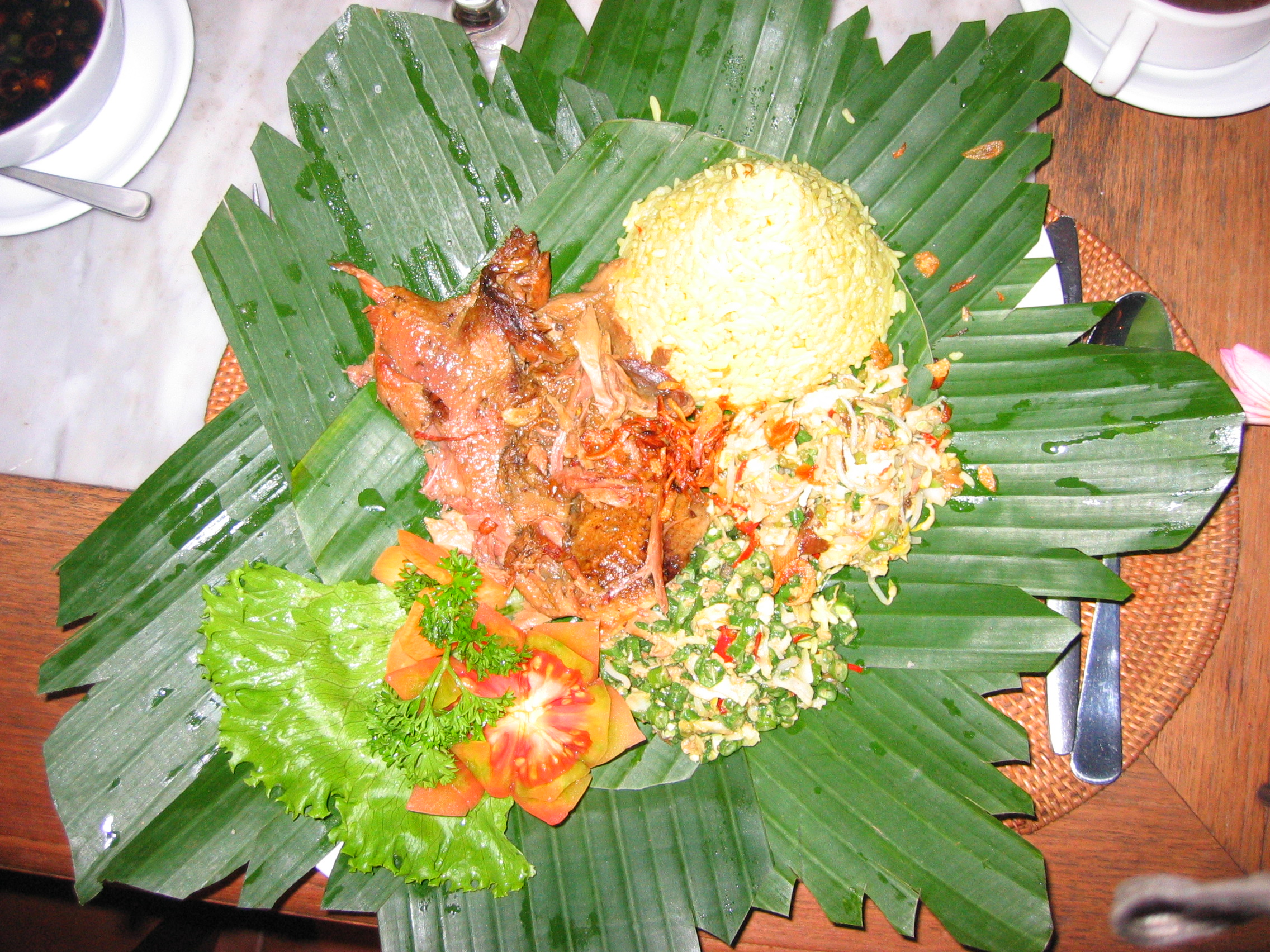
Bebek betutu, anatra al vapore

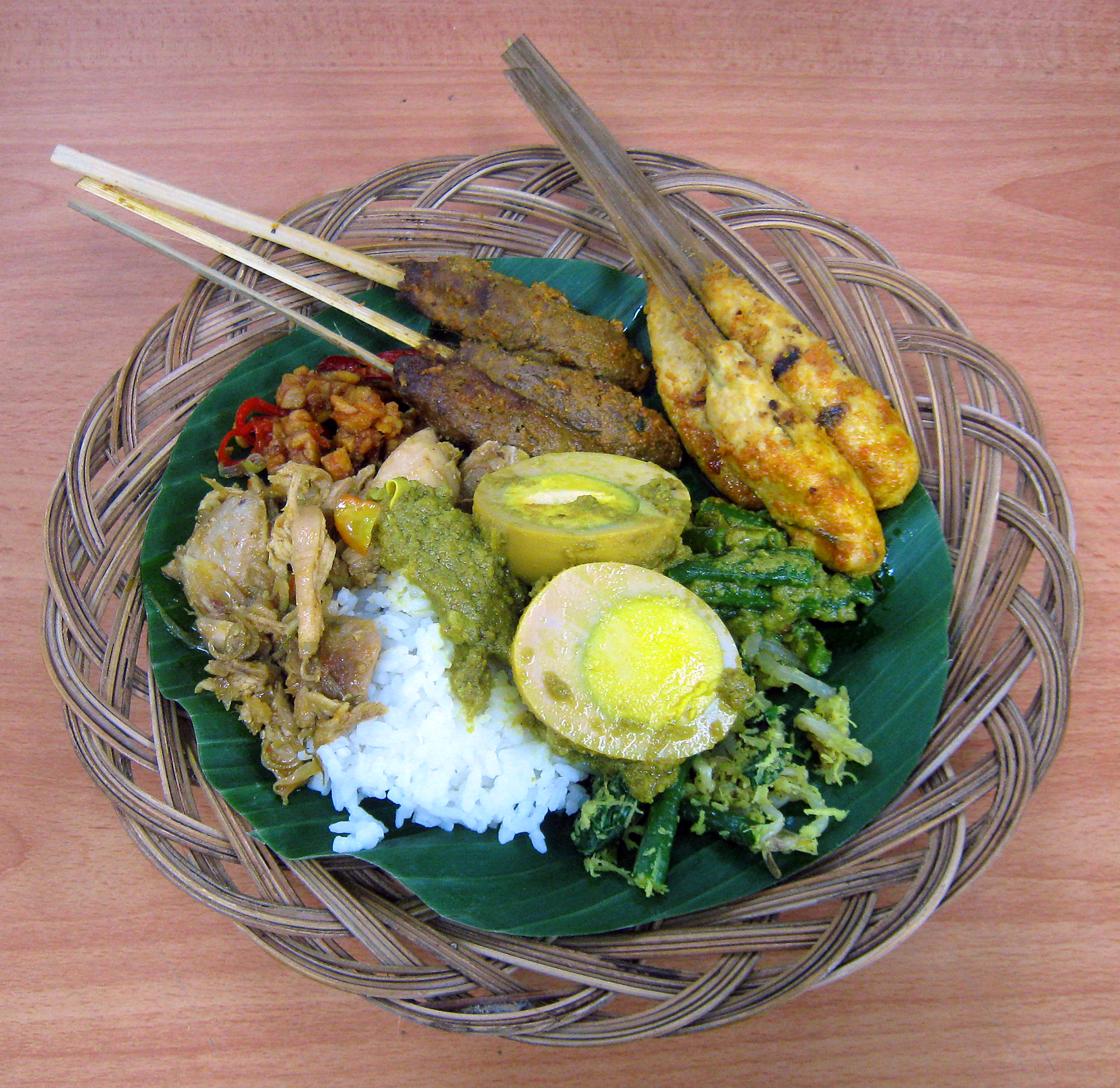
Balinese nasi campur, con carne e sate lilit di pesce

La cucina balinese è la cucina tradizionale dell'isola di Bali. Derivazione della cucina indonesiana, mostra tradizioni endemiche assieme a influenze della cucina indonesiana, cinese e indiana. Gli abitanti dell'isola sono in maggioranza induista e per questo gli ingredienti si differenziano leggermente dal resto dell'arcipelago, inoltre sempre presenti e ricchi festival e cerimonie offrono piatti speciali affiancati da piatti più tradizionali.
Il riso è consumato ad ogni pasto, assieme a verdure, carne e pesce. Carne di maiale, frutta fresca, verdure e pesce sono utilizzati spesso e in molti modi, a differenza degli induisti di altre isole dove la carne non è quasi mai usata. Il babi guling, ovvero il maialino da latte arrostito con spezie locali, è infatti il piatto da cerimonia più noto e ricercato dell'isola.

## Riso
Bali ha un'importante tradizione nella produzione del riso, come possono dimostrare le numerosissime terrazze di coltivazione Subak, recentemente entrate a far parte del Patrimonio Unesco. La dea Dewi Sri è un importante Dea del riso. La si vede spesso in dipinti o rappresentazioni colorate durante le cerimonie religiose.

## Spezie
Il Basa gede, anche conosciuto come basa rajang, è un pesto di spezie fresche considerato la base della maggior parte dei piatti balinesi. Inoltre il basa genep, il tipico mix di spezie balinesi, è usato per molti curry e piatti vegetariani, assieme al bumbu usato come condimento. Il sambal consiste in un condimento a parte composto da olio, lemongrass, aglio, scalogno e peperoncino fresco.

## Piatti tipici
I principali piatti balinesi includono il Lawar (cocco grattugiato, aglio, peperoncino fresco, con carne di maiale e sangue), il Bebek betutu (anatra ripiena di spezie e avvolta in figlie di banano e cotta alla brace o al vapore), i sate balinesi noti anche come sate lilit (un trito di pesce e gamberi, spezie e cocco, avvolti su un bastone di lemongrass e cotti alla brace), il babi guling (maialino da latte arrosto ripieno di spezie locali come curcuma, peperoncino, zenzero e aglio).
A Bali il piatto di strada più popolare è il Nasi campur, letteralmente riso misto, in quanto comprende una porzione di riso (bianco, rosso o giallo nasi kuning) con a fianco una serie di piccole porzioni di piatti misti come sate, tonno al vapore, tofu, tempeh fritto, verdure piccanti. Lo si può trovare nei warung o nei carretti di strada, preparato al momento e avvolto in foglie di babano. I balinesi lo mangiano con le mani e spesso seduti per terra.
Con betutu si intende una tecnica applicata solitamente a pollo e anatra, e si trova anche a Lombok, e Nusa Tenggara occidentale.  Tofu e tempeh sono usati spesso, generalmente fritti e piccanti o speziati con curcuma e cotti al vapore. Il bakso è un tipico piatto di strada consistente in polpette di carne o pesce e serviti in zuppa con salsa di soia e verdure.

## Bevande
Il caffè balinese, kopi Bali, e il tè caldo, teh panas sono i più popolari. Il tè è generalmente servito con zucchero (gula) e latte condensato (susu kental). Il caffè è macinato finissimo e viene servito bollente con abbondante zucchero. Il tè freddo (es teh) è sempre più popolare nei warung e in spiaggia.
Il Brem è vino di riso balinese. È fatto da riso bianco o nero fermentato ed essiccato.

## Ingredienti
Pollo, maiale, anatra, capra, pesce, crostacei e verdure sono molto utilizzati.
Le spezie, sempre fresche e quasi mai secche, includono zenzero, galangal, scalogno, aglio, curcuma, kaffir lime, tamarindo. Il famoso mix di 8 spezie balinese è fatto con pepe bianco, pepe nero, coriandolo, cumino, chiodi di garofano, noce moscata, semi di sesamo e candlenut.
Zucchero di palma, pasta di pesce fermentato e basa gede sono inoltre spesso usati nelle marinature.
I frutti includono rambutan, mango, mangostina, banane, ananas, salak (frutto pelle di serpente), papaya, longan, melone, arance, mele, cocco e durian.

## Elenco dei piatti tipici principali
- Babi guling, maialino arrosto con spezie, piatto da cerimonia ora molto popolare
- Betutu, pollame (pollo o anatra) ripieno di spezie arrosto o al vapore avvolto in foglia di banana
- Bubur Sum-Sum, porridge di riso con zucchero di palma e cocco grattugiato
- Bubur injin, pudding di riso nero glutinoso con latte di cocco e zucchero di palma, spesso usato a colazione
- Bantal, dolcetti di riso glutinoso, cocco, zucchero e frutta (banana, arancia o mango)
- Iga Babi, Costolette di maiale alla balinese
- Kopi luwak, il caffè più caro al mondo. I chicchi di caffè vengono presi dagli escrementi del Luwak e poi trattati.
- Nasi campur, riso con un misto di altre pietanze locali
- Sate Babi, spiedini di maiale alla brace, conditi salsa di soia dolce e salsa di arachidi
- Sate Lilit, spiedini di pesce e gamberi alla brace, con spezie
- Urab sayur, verdure miste con cocco grattugiato speziato (versione locale dell'urap urap)